# 전문사
전문사(專門士)는 어떤 과정을 전문으로 수료한 사람에게 주는 학위이다.

## 대한민국
한국예술종합학교를 졸업하면 전문사 학위를 부여하며 석사와 동등하다.

## 일본
일본의 전문학교 졸업자는 전문사 학위를 취득한다. 단기대학사(전문학사)와 마찬가지로 일본 내 대학 편입이 가능하다. 일본이 아닌 나라에서는 대학의 결정에 따라 일본의 전문사 취득자에게 그 나라의 전문학사나 일본의 단기대학사 취득자와 마찬가지로 편입학 지원 자격을 부여하기도 한다. 재학 기간이 4년 이상인 학과에는 고도전문사 학위가 부여되어 대학원 지원이 가능하다. 

## 같이 보기
- 학사
- 전문학사
- 전문학교
- 준학사
- 전문기술석사